# Диоон Меджа
Диоон Меджа (лат. Dioon mejiae) — вид саговников семейства Замиевые (Zamiaceae). Эндемик Гондураса.
Стебель древовидный, высотой около 1 м. Листья длиной 100–200 см, состоят из 230–260 листовых фрагментов линейно-ланцетных, ярко-зелёных, 12–22 см длиной. Мужские шишки веретенообразные, серо-коричневые, длиной 30–80 см и 8–10 см в диаметре, женские шишки яйцевидные, 30–50 см длиной, диаметром 20–30 см. Семена шаровидные, длиной 40–50 мм, покрыты бело-кремовой семенной оболочкой.
Этот вид встречается в Гондурасе (штаты Колон, Оланчо и Йоро). Произрастает, как правило, в подлеске полулиственных дождевых тропических лесов, на крутых склонах и в ущельях, но растёт и на равнинной местности. Некоторые популяции процветают на песчаной почве или от песчаных до глинистых аллювиальных отложениях, в то время как другие растут на суглинистых, известковых почвах, в почвах выветривания с метаморфитами (сланцы, гнейсы) и т.д.
В Гондурасе семена растения измельчают и едят.
Наибольшая угроза этому виду — разрушение среды обитания в результате перевода мест обитания в сельскохозяйственные угодья и, в меньшей степени влияние лесозаготовок и строительство дорог. Этот вид имеет важное культурное значение и, следовательно, защищен местными жителями.